# Sbírka právních předpisů územních samosprávných celků a některých správních úřadů
Sbírka právních předpisů územních samosprávných celků a některých správních úřadů (legislativní zkratkou Sbírka právních předpisů) je navržený informační systém veřejné správy v České republice, který má sloužit jako elektronický dálkově přístupný promulgační list pro vyhlášky, nařízení a některé další dokumenty obcí, krajů a některých úřadů. Zákon zřizující tuto sbírku byl navržen v roce 2019, podle návrhu má být sbírka zřízena k 1. lednu 2021. Připomínkovými místy byl tento návrh odmítán především proto, že neefektivně a nekoncepčně vytváří méně kvalitní paralelu ke Sbírce zákonů a mezinárodních smluv, která má být modernizována v rámci projektu e-Sbírka a e-Legislativa. Sbírka právních předpisů ÚSC je tak navrhována jako náhradní a přechodné řešení do doby, než by byly oba informační systémy sloučeny. Ústavně kontroverzním bodem je především zrušení již platných a řádně vyhlášených právních předpisů, které by uplynutím přechodného období pozbyly platnosti, pokud by nebyly prostřednictvím nové sbírky vyhlášeny podruhé. 

## Účel zřízení
Dosavadní právní úprava zveřejňování právních předpisů pouze na úředních deskách (v případě předpisů obcí) nebo v separátních tištěných věstnících (v případě krajů a hl. m. Prahy) podstatně omezovala možnosti adresátů i aplikujících orgánů (Policie ČR, orgány finanční správy) seznámit se s jejich zněním a ani stát a jeho ministerstva nemají komplexní přehled o dotčených právních předpisech a dokumentech. Způsob vyhlašování právních předpisů různých úřadů, které nejsou publikovány ve Sbírce zákonů, je nejednotný. Kromě toho územní samosprávy měly povinnost zasílat vydávané předpisy příslušným dozorovým orgánům. 
Na Ministerstvo vnitra se podle důvodové zprávy pravidelně obrací například Ministerstvo školství, mládeže a tělovýchovy s žádostmi o sdělení, které obce vydaly obecně závaznou vyhlášku o stanovení spádových obvodů základních či mateřských škol, Ministerstvo financí ve věci obecně závazných vyhlášek o místních poplatcích a rovněž různé konkrétní fyzické a právnické osoby např. s žádostmi o sdělení počtu a seznamu obcí, které vydaly obecně závaznou vyhlášku o regulaci hazardních her. Policie ČR přednesla požadavek na vytvoření veřejné databáze právních předpisů obcí s ohledem na problémy při aplikaci právních předpisů územních samospráv při řešení přestupků v oblasti veřejného pořádku.
Zveřejnění právních předpisů územních samospráv způsobem umožňujícím dálkový přístup ukládal § 5 odst. 2 písm. a) zákona č. 106/1999 Sb., o svobodném přístupu k informacím, a to v souladu s vyhláškou č. 442/2006 Sb., kterou se stanoví struktura informací zveřejňovaných o povinném subjektu způsobem umožňujícím dálkový přístup. Ve vztahu k přehledu právních předpisů je v prováděcí vyhlášce č. 442/2006 Sb. výslovně stanoveno, že se uvede odkaz na internetové stránky, kde je text příslušných právních předpisů již zveřejněn. Zákon o krajích v § 8 odst. 2 a 8 kraji ukládal zveřejnit stejnopis Věstníku právních předpisů kraje způsobem umožňujícím dálkový přístup (v případě Sbírky právních předpisů hlavního města Prahy tato povinnost uložena není). V praxi však podle důvodové zprávy obcemi tato povinnost není vždy plněna, přičemž zbývající možnost nahlédnout do těchto předpisů u příslušného úřadu územního samosprávného celku či na Ministerstvu vnitra dle důvodové zprávy nemůže v konfrontaci se současnými technickými prostředky a požadavky na fungování moderní veřejné správy obstát.
Pro veřejnost zřízení sbírky znamená především posílení právní jistoty a komfortní způsob seznámení se s předpisy. Zřízení sbírky umožní získat ucelený přehled o tom, kolik územně samosprávných celků reguluje konkrétní problematiku. Zároveň odpadne povinnost zasílat právní předpis kromě dozorujícího orgánu také dalším orgánům státní správy (například ministerstvu financí v případě regulace hazardních her).   
Co se týče právních předpisů správních úřadů, zákon č. 309/1999  Sb., o Sbírce zákonů a o Sbírce mezinárodních smluv, stanovil závazná pravidla pouze pro publikaci předpisů ministerstev a ústředních správních úřadů; právní předpisy jiných správních úřadů a právnických osob se zde zveřejňují pouze pokud na základě zvláštního zákona vydávají právní předpisy s celostátní působností. Způsob zveřejnění u právních předpisů ostatních správních úřadů nebyl dosud řešen jednotně, ale každým zvláštním právním předpisem zvlášť a jinak, přičemž jde zejména o předpisy z oblasti ochrany přírody, hygieny a veterinární a rostlinolékařské péče.

## Analýza stavu
Ministerstvo vnitra zahájilo v roce 2017 projekt zaměřený na posouzení zákonnosti obecně závazných vyhlášek obcí vydaných před rokem 2010. V rámci projektu bylo zjištěno více než 5000 obecně závazných vyhlášek obcí vydaných před rokem 2010, z nichž zhruba 20 % je stále aktuálních, asi 20 % je v rozporu se zákonem a asi 60 % je sice souladných se zákonem, nicméně již neaktuálních. Z celkového počtu více než 6000 obcí byly v rámci projektu prověřovány vyhlášky téměř 4000 obcí a na základě metodické pomoci ministerstva bylo do 1. ledna 2019  zrušeno více než 500 obecně závazných vyhlášek a u téměř 400 obecně závazných vyhlášek byla z důvodu zjištěných nedostatků provedena jejich úprava, přičemž projekt pokračuje i v roce 2019. Důvodová zpráva k zákonu označuje tento projekt za přípravnou fázi vytvoření informačního systému Sbírky právních předpisů, díky čemuž budou významnou měrou eliminovány nezákonné a obsoletní právní předpisy obcí.
Podle kontroly provedené ministerstvem vnitra (byl zkoumán statistický vzorek 182 obcí a měst, v každém kraji 2 ORP, 2 OPÚ a 10 obcí základního typu) povinnost zveřejňování právních předpisů obce je v případě obcí základního typu plněna cca z 90 % a cca 10 % obcí v České republice tuto povinnost vůbec neplní. Cca 38 % obcí zveřejnilo tyto předpisy v rámci struktury povinně zveřejňovaných informací podle vyhlášky č. 442/2006 Sb., cca 16 % na elektronické úřední desce a cca 38 % na jiném místě na webové stránce (obvykle v samostatné rubrice). V plnění povinnosti zasílat obecně závaznou vyhlášku dozorovému orgánu zjistilo ministerstvo vnitra pochybení v cca 20–30 % případů.
Podle zprávy RIA (hodnocení dopadů regulace) je předpokládaný roční objem vkládaných dat 10000 obecně závazných vyhlášek obcí, 500 nařízení obcí, 13 obecně závazných vyhlášek kraje, 50 nařízení kraje, 13 obecně závazných vyhlášek hl. m. Prahy, 4 nařízení hl. m. Prahy a 20 právních předpisů ostatních správních úřadů. Počty ostatních vkládaných dokumentů jsou marginální.

## Historie a harmonogram záměru
Ústavní soud v nálezu ze dne 12. dubna 2016, sp. zn. I. ÚS 2315/15 podotkl, že obtíže v dostupnosti právních předpisů obcí a krajů by byly odstraněny, kdyby se všechny právní předpisy obcí a krajů publikovaly na internetu nebo kdyby byly centrálně zpřístupněny, s poukazem na to, že již nyní jsou právní předpisy obcí a krajů shromažďovány krajskými úřady a Ministerstvem vnitra či jiným příslušným ústředním správním úřadem. Na tento nález, který relativizuje dostatečnost stávající zákonné úpravy publikace právních předpisů územních samospráv, se pak odvolávalo ministerstvo vnitra v důvodové zprávě při zdůvodnění potřeby nové právní úpravy. Již usnesení Ústavního soudu ze dne 8. 12. 1999, sp. zn. I. ÚS 422/99, uvádí, že zákonné vyhlášení právních předpisů jako ústavní podmínku jejich platnosti je třeba vykládat extenzivněji, a tedy i efektivněji umožnit, aby občané a další osoby měli možnost se s obsahem nejen zákonů, ale i ostatních právních předpisů, které jim nejen garantují práva, ale i ukládají povinnosti, seznámit. Ústavní soud k zásadě „neznalost práva neomlouvá“ prohlásil, že tato zásada je „nutnou podmínkou efektivity každého systému platného práva, nelze ji však vykládat pouze k tíži adresátů práva, nýbrž též jako závazek veřejné moci vůbec učinit právo poznatelným, protože jen takovým právem se lze řídit“ (nález Ústavního soudu Pl. ÚS 77/06, N 30/44 SbNU 349, bod 39). 
Ministerstvo vnitra České republiky začátkem roku 2019 předložilo z vlastní iniciativy („na základě aktuální potřeby“ mimo Plán legislativních prací vlády na rok 2019) návrh zákona, kterým má být tento informační systém zaveden.  
Podle prezentace navrhovatele z dubna 2019 bylo připomínkové řízení k návrhu zákona zahájeno 31. ledna 2019, přičemž účinnost zákona byla plánována na 1. leden 2021 s tím, že vyhlašovatelé právních předpisů by měli přechodné dvouleté období na zveřejnění dosavadních platných a účinných předpisů, přechodné období bylo v rámci připomínkového řízení změněno na tříleté. 
27. května 2019 ministr vnitra Jan Hamáček návrh zákona upravený v připomínkovém řízení předložil pro schůzi vlády.

## Právní úprava
Podle návrhu by zveřejnění v této sbírce byl povinný a závazný způsob zveřejňování obecně závazných vyhlášek a nařízení krajů a obcí a nařízení Agentury ochrany přírody a krajiny České republiky, krajských hygienických stanic, Státní veterinární správy České republiky Ústředního kontrolního a zkušebního ústavu zemědělského a újezdních úřadů.
Za vložení do systému by odpovídal ten, kdo předpis vydal, za zveřejnění pak správce systému, jímž má být ministerstvo vnitra. Zveřejněním ve sbírce by byl předpis vyhlášen. Oznámení o vyhlášení by vydávající subjekt či orgán zveřejnil též na své úřední desce, avšak toto oznámení by již nemělo vliv na platnost a účinnost předpisu. Vydávající subjekt by do sbírky zadával též stanovená metadata, umožňující vyhledávání ve sbírce, například svoji identifikaci, druh, název a číslo předpisu, zákonné zmocnění, oblast úpravy, účinnost a údaj o tom, který právní předpis je daným předpisem rušen nebo měněn.
Dále mají být ve sbírce zveřejňována rozhodnutí ústavního soudu ve věci posouzení zákonnosti zveřejněných právních předpisů a rozhodnutí dozorových orgánů (např. ministerstva vnitra a krajských úřadů) vydávaných v rámci dozoru nad zákonností právních předpisů.
Dále mají být ve sbírce zveřejňovány další dokumenty, které dosud byly zveřejňovány ve věstnících právních předpisů krajů a hl. m. Prahy, a to:
- veřejnoprávní smlouvy o přenesení výkonu přenesené působnosti
- rozhodnutí krajského úřadu nebo ministerstva vnitra, že pro obec bude vykonávat přenesenou působnost nebo její část pověřený obecní úřad nebo obecní úřad obce s rozšířenou působností
- počet členů zastupitelstva kraje, který má být zvolen
- rozhodnutí o stavu nebezpečí dle krizového zákona
- území, která jsou smluvně chráněná podle zákona o ochraně přírody a krajiny
- usnesení zastupitelstva kraje o vyhlášení krajského referenda nebo o tom, že krajské referendum nevyhlásí

Zveřejnění nebo nezveřejnění rozhodnutí ústavního soudu a veřejnoprávních smluv v této sbírce však nebude mít dopad na jejich platnost a účinnost.
Zákon upravuje postup oprav nesprávností ve zveřejněných dokumentech a postup v případě překážky bránící vyhlášení právního předpisu prostřednictvím sbírky, kdy dočasně náhradním způsobem vyhlášení je zveřejnění na úřední desce toho, kdo předpis vydal. 
Zákon se má vztahovat jen na ty právní předpisy, které jsou právními předpisy formálně, nikoliv na ty akty správních úřadů, které lze považovat za právní předpisy jen na základě materiálního posouzení. Návrh nepředpokládá ani zveřejňování aktů profesních komor, neboť podle příslušných zákonů nejsou právními předpisy.
Pro sbírku zákon zavádí a používá legislativní zkratku „Sbírka právních předpisů“, právní ochrany však používá pouze celý název sbírky, nikoliv tato zkrácená varianta. Zkratkou pro odkazování či citování této sbírky návrh zákona nezavádí vůbec. 

## Připomínkové řízení
Zásadní připomínky k návrhu uplatnilo 20 připomínkových míst, z toho 11 krajů, 5 ministerstev, úřad vlády prostřednictvím předsedy legislativní rady vlády, dvě sdružení samosprávných celků a ústavní soud.
Mnoho připomínek požadovalo sloučení navrhované sbírky se stávající sbírkou zákonů a mezinárodních smluv do jednotné sbírky, jak bylo původně plánováno a přislíbeno. Podle RIA (hodnocení dopadů regulace) je takové řešení plánováno výhledově a navržená právní úprava je považována za přechodnou, v navrženém znění zákona a jeho důvodové zprávě to však vůbec není zmíněno. Vytváření dvou paralelních systémů bylo v připomínkách odmítáno a označováno za nekoncepční, nesystematický a neefektivní počin.
Někdy v průběhu připomínkového řízení bylo přechodné období pro vložení starších právních předpisů prodlouženo ze 2 let na 3 roky, přičemž v doprovodné dokumentaci (důvodová zpráva a hodnocení dopadů regulace) byl tento údaj opraven nedůsledně. Sdružení místních samospráv ČR ve své připomínce uvedlo, že lhůta je s ohledem na absenci byrokratické podpory v malých obcích a na možný počet platných právních předpisů nepřiměřeně krátká a že optimální by byla lhůta minimálně 5 let.
Z povinnosti byly na základě připomínek vyjmuty právní předpisy vydané zaniklými správními úřady, zejména kvůli právním aktům, které v oblasti ochrany přírody vydaly okresní úřady a okresní národní výbory, dokumentace je nekvalitní a sankce neplatnosti by přinesla vysoké riziko zániku ochrany přírody. Podle původního návrhu by nikomu nebyla uložena povinnost tyto předpisy do systému vložit, ale uplynutím přechodného období by pozbyly platnosti.
Zveřejňování nařízení ÚKZÚZ o opatřeních v rostlinolékařské péči bylo do návrhu dodatečně doplněno na základě připomínky ministerstva zemědělství podle analogie s navrženým zveřejňováním veterinárních opatření.
Ministerstvo spravedlnosti, Svaz měst a obcí a další namítli, že nelze tvrdit, že by dosavadní právní úprava dosahovala takových ústavněprávních deficitů, jejichž napravení by vyvažovalo zásah do práva na územní samosprávu, představovaný zákonnou derogací platných a účinných obecně závazných vyhlášek, které již byly zákonem předepsaným způsobem dříve vyhlášeny, a tedy by navržené derogační ustanovení zákona mohlo být důvodně považováno za protiústavní. Ministerstvo vnitra zaujímá stanovisko, že navrhované přechodné ustanovení je legitimním a de facto jediným možným prostředkem, jak požadovaného stavu, který je v souladu s požadavkem na seznatelnost práva, dosáhnout.
Sdružení místních samospráv ČR namítalo, že navržená úprava narušuje právo samosprávných celků na samosprávu, a upozornilo na fakt, že pro některé menší obce může představovat zasílání prostřednictvím elektronického formuláře praktickou komplikaci, neboť nedisponují žádným byrokratickým aparátem, jejich funkcionáři nejsou pro výkon funkce uvolnění a mnohdy se v zastupitelstvu obce stěží najde osoba s dostatečnou počítačovou gramotností.
V rámci připomínkového řízení byla na základě připomínek několika ministerstev doplněna ustanovení o postupu a právní úpravě v případě výpadku systému, tedy při dočasné nemožnosti vložení dokumentu do systému.
Na základ námitky protiústavnosti původně navrženého řešení, kdy jedním krokem samosprávný celek předpis do systému zasílal a druhým krokem jej ministerstvo zveřejňovalo, přičemž zveřejnění by bylo podmínkou platnosti právního předpisu a samosprávný celek by tento krok nemohl ovlivnit ani si jej vymoci, byla v návrhu formulace upravena tak, že zveřejnění předpisu provádí samosprávný celek nebo úřad zasláním předpisu do datové schránky správce systému prostřednictvím formuláře systému. Ačkoliv důvodová zpráva hovořila o tom, že proces zveřejnění zaslaného dokumentu je automatický, ve vlastním návrhu zákona to nebylo nijak zapracováno a nebyla dána záruka okamžitého zveřejnění.
Podle návrhu ministerstva financí byly nenormativní odkazy pod čarou nahrazeny normativními odkazy přímo v textu zákona.
Sdružení místních samospráv ČR dalo připomínku, že podoba příslušného elektronického formuláře pro zasílání metadat právního předpisu nemá být ponechána na libovůli Ministerstva vnitra, ale musí být stanovena vyhláškou Ministerstva, tedy projít deliberativním procesem obvyklým pro vyhlášky ústředních orgánů státní správy, tj. především vnitřním a vnějším připomínkovým řízením. Ministerstvo tento požadavek odmítlo jako nepraktické omezení, které není nezbytné.
Na základě připomínek byla do návrh doplněna výjimka ze strojově čitelného formátu pro případy, kdy z povahy dokumentu na něm nelze trvat (mapy, obrázky).
Na základě připomínky ministerstva financí bylo výslovně do návrhu doplněno, že přístup k informacím bude bezplatný a neomezený jak časově, tak z jiných hledisek např. počtem přístupů za den.
V připomínkovém řízení ministerstvo vnitra nevyhovělo požadavku Sdružení místních samospráv ČR, který třemi zásadními připomínkami směřoval proti podmínění platnosti a účinnosti právních předpisů obcí publikací ve Sbírce právních předpisů, a 2 zásadním připomínkám Ústeckého kraje, z nichž první vyjadřuje nesouhlas s přechodným ustanovením, že stávající právní předpisy, které nebudou v přechodné tříleté lhůtě vloženy do Sbírky právních předpisů, pozbudou platnosti, a druhá požaduje převádění starších, dodatečně do Sbírky právních předpisů vkládaných dokumentů do strojově čitelného formátu.

## Funkcionality systému
Dokumenty mají být vkládány v otevřeném a strojově čitelném formátu, z povinnosti strojově čitelného formátu má platit výjimka pro dokumenty vyhlášené před účinností zákona, vkládané zpětně na základě přechodného ustanovení zákona, a v některých dalších případech (důvodová zpráva zmiňuje mapové a grafické přílohy). 
Vložené dokumenty by měly být nepřetržitě a bezplatně veřejně dálkově přístupné prostřednictvím internetu. Územně-správní celek je povinen v úřední době umožnit bezplatné nahlížení do sbírky v elektronické podobě. 
Základní funkcionalitou je zveřejnění kompletního přehledu právních předpisů vydaných územně samosprávnými celky a některými úřady v České republice. Dále má sbírka zvládat základní provazby mezi předpisy (zrušení nebo novelizace jiným předpisem), fulltextové vyhledávání a vyhledávání podle zadaných metadat, včetně generování sestav a statistických informací (o počtech předpisů vyhledaných dle zadaných parametrů).
Sbírka má rovněž formou prolinku umožnit přístup k metodickým materiálům Ministerstva vnitra, tedy ke vzorům obecně závazných vyhlášek a k metodickým materiálům k jednotlivým zákonným zmocněním.
Podle navrhované koncepce bude mít Sbírka právních předpisů překlenující charakter a následně má být nahrazena novým modulem systému e-Sbírka v návaznosti na dokončení systému e-Sbírka a e-Legislativa.

## Náklady
Náklady na zřízení a provozování systémů navrhovatel v důvodové zprávě vyčíslil na 12 milionů Kč jednorázového nákladu při zřízení a 7 milionů ročně na provoz, z toho 5 milionů náklady na technický provoz a 2 miliony na personální zajištění, kde je kalkulováno se třemi zaměstnanci ministerstva vnitra ve 13. platové třídě.
Náklady na případnou úplnou digitalizaci právních předpisů územních samosprávných celků a některých správních úřadů (převod současných platných právních předpisů územních samosprávných celků do strukturované podoby a import do datového modelu konstruovaného pro účely e-Sbírky, zachycení všech vazeb, vytvoření konsolidovaných znění, časových řezů atd.) se odhadují na 27 milionů Kč, které by měly být hrazeny z rozpočtu Ministerstva vnitra. Náklady na převedení platných a účinných právních předpisů územních samosprávných celků a ostatních aktů v souladu s přechodným ustanovením (např. na naskenování listinného dokumentu), které by měly být spíše marginální, ponesou územní samosprávné celky.
V rámci připomínkového řízení byla akceptována připomínka ministerstva financí proti tomu, že si doprovodné materiály k návrhu nárokovaly navýšení prostředků na personální a technické náklady, s tím, že ministerstvo vnitra má zavedení systému řešit v rámci schválených rozpočtových prostředků v kapitole Ministerstva vnitra bez dodatečných požadavků na jejich navyšování.